# برو إيفوليوشن سوكر 2
برو إيفوليوشن سوكر2 (بالإنجليزية: Pro Evolution Soccer 2)‏ تعرف باسم وينينج إيلافن 6 (بالإنجليزية: Winning Eleven 6)‏ في اليابان وتسمى وورلد سوكر:وينينج إيلافن 6 (بالإنجليزية: World Soccer: Winning Eleven 6)‏ في أمريكا الشمالية وهي لعبة فيديو مطورة ومنتجة من قبل شركة كونامي وهي جزء من سلسلة ألعاب برو إفولوشن سوكر وهي لعبة في بلاي ستيشن 2 وبلاي ستيشن 1 ونينتندو جيم كيوب.